# باسيل ديكي
باسيل ديكي (بالإنجليزية: Basil Dickey)‏ هو كاتب سيناريو أمريكي، ولد في 23 نوفمبر 1880 في إلينوي في الولايات المتحدة، وتوفي في 17 يونيو 1958 في لونغ بيتش في الولايات المتحدة.

## وصلات خارجية
- باسيل ديكي على موقع IMDb (الإنجليزية)
- باسيل ديكي على موقع ألو سيني (الفرنسية)
- باسيل ديكي على موقع أول موفي (الإنجليزية)
- باسيل ديكي على موقع قاعدة بيانات الأفلام السويدية (السويدية)
- باسيل ديكي على موقع قاعدة بيانات الفيلم (الإنجليزية)
- باسيل ديكي على موقع كينوبويسك (الروسية)